# المخفعة (المخادر)

تعديل مصدري - تعديل

المخفعة محلة تابعة لقرية السبل، التابعة لعزلة المعشار بمديرية المخادر إحدى مديريات محافظة إب في الجمهورية اليمنية، بلغ تعداد سكانها 315 حسب تعداد اليمن لعام 2004.